# 442 Айхсфельдія
442 Айхсфельдія (442 Eichsfeldia) — астероїд головного поясу, відкритий 15 лютого 1899 року у Гейдельберзі.